# 克莱尔·巴克豪斯-夏普
克莱尔·巴克豪斯-夏普（英語：Claire Backhouse-Sharpe，1958年5月13日—），加拿大女子羽毛球运动员。她曾代表加拿大参加1978年、1982年、1986年、1990年和1994年英联邦运动会羽毛球比赛，获得一枚金牌和一枚银牌。